# 9 août 1997
Le samedi 9 août 1997 est le 221e jour de l'année 1997.
Naissance: Marie-Ange Dion (actrice porno)

## Naissances
- Cristian Manea, joueur de football roumain
- Gabriel Suazo, footballeur chilien
- Hifumi Abe, judoka japonais
- Leon Bailey, joueur de football jamaïcain
- Nazar Lahodych, coureur cycliste ukrainien
- Yara Kastelijn, cycliste néerlandaise

## Décès
- Gabriel Cattand (né le 29 novembre 1923), acteur français
- Herbert de Souza (né le 3 novembre 1935), sociologue et militant politique brésilien
- Ilpo Koskela (né le 29 janvier 1945), joueur professionnel finlandais de hockey sur glace
- Jean Prasteau (né en 1921), écrivain français, journaliste, et historien
- Joselillo de Colombia (né le 9 août 1930), matador colombien
- Maria Antonietta Beluzzi (née le 26 juillet 1930), actrice italienne
- Robert Topart (né le 16 novembre 1920), réalisateur français

## Événements
- Sortie de la chanson Ænema du groupe de métal progressif américain Tool
- Découverte de 100596 Perrett
- Découverte de (12053) Turtlestar
- Classique de Saint-Sébastien 1997